# Cuadernos de Neuropsicología
Cuadernos de Neuropsicología Panamerican Journal of Neuropsychology ISSN 0718-4123 p(abreviado CNPs) es una publicación cuatrimestral que busca el diálogo de la psicología con las ciencias biológicas y se orienta a la difusión de revisiones, reflexiones e investigaciones sobre temas relacionados, como apoyo a la formación universitaria en áreas como la psicología, neuropsicología, neurología, psiquiatría, entre otras. Su objetivo es ser una tribuna de discusión y divulgación académica en torno a los avances de la neurociencia y su integración con praxis clínica de la psicología.
De este modo, son pertinentes a CNPs todas aquellas investigaciones, revisiones y discusiones tendientes a esclarecer la relación entre el funcionamiento cerebral y los procesos conocidos como "mentales".
Se publica desde el año 2007 por CAEN: Centro de Académico de Estudios en Neurología.

## Política editorial
Su línea editorial pone especial atención en aquellos trabajos que permitan abordar académicamente los constantes y numerosos avances en el estudio del cerebro y su vínculo con los procesos psíquicos, para una mayor comprensión y manejo por parte de los profesionales e investigadores.
CNPs publica artículos originales, traducciones, reseñas, entrevistas y ensayos que articulen un punto crítico dejando el espacio abierto a la difusión en el campo del estudio de los fenómenos mentales, su único criterio de exclusión es la calidad de los trabajos propuestos ligado a una revisión por pares (peer review) de todos los manuscritos presentados.

## Historia
Fue fundada por su actual Director y Editor Roberto Polanco - Carrasco, a partir de la inquietud sobre la manera de abordar académicamente el amplio y emergente campo de las bases biológicas del comportamiento buscando fomentar un mayor manejo profesional de las publicaciones científicas de la especialidad.

### Comité Editorial Internacional
PhD. Carolina Baeza Velasco; Université Paris Descartes, Sorbonne Paris Cité (Francia)
PhD. Pastor Cea Merino. Universidad de Aysén; (Chile-España)
PhD. Felipe Soto Pérez. Fundación INTRAS; Universidad Pontifica de Salamanca (Chile-España)
PhD. Cláudia de Paiva Caltabiano. Universidad de Salamanca (España-Brasil)
PhD. Ezequiel J. Benito. Centro de Ciencia, Tecnología y Sociedad: Universidad Maimónides (Argentina)
PhD(c). Marco Peña. Université de Bordeaux (Perú-Francia)

## Indexaciones
Cuadernos de Neuropsicología / Panamerican journal of Neuropsychology Es una revista editada por el Centro de Estudios Académicos en Neuropsicología y es una publicación de acceso abierto y gratuito a todos sus artículos, Se encuentra indizada a diferentes bases de datos como ESCI: Emerging Source Citation Index; Redalyc; Dialnet; EBSCO; psicodoc; IMBIOMED, PEPSIC, DOAJ, entre otras.